# Christopher Ward (schaker)
Christopher Ward (26 maart 1968) is een Brits schaker en auteur van schaakboeken. Ook is hij schaaktrainer. Hij is een grootmeester (GM). Ward is een voortrekker in de grote groep schaakgrootmeesters binnen het Verenigd Koninkrijk. Hij was in 1996 kampioen van Groot-Brittannië en hij traint een aantal jonge schakers met veel succes.

## Levensloop
Christopher Ward groeide op in het noord-westen van Kent, aan de rand van het dorp Vigo en schaakte op de schaakclub van de dorpsschool.
In 1990 werd hij Internationaal Meester (IM). In 1996 won hij het Brits kampioenschap schaken, en verwierf hij de grootmeestertitel. In april 2005 eindigde hij in de B-groep van het Gausdal classics toernooi met 4.5 punt op de zevende plaats.
Hij schreef onder andere twee boeken over een variant in de Siciliaanse verdediging, genaamd "de Draak". Hij is ook de auteur van het boek Starting Out: Rook Endings over het toren-eindspel, gepubliceerd door Everyman Chess. Ook schreef hij de reeks It's your move, met als meest uitdagende exemplaar het derde boek, genaamd It's your move: Tough Puzzles, gepubliceerd door Everyman Chess.
Chris Ward doceert schaken op veel verschillende scholen, en geeft schaaksimultaans tegen clubschakers bij de Hammersmith Chess Club en bij de Petts Wood and Orpington Chess Club.
Chris Ward is buiten het schaken ook een fanatiek beoefenaar van de salsa.

## Boeken
- Endgame Play (1996), Batsford, ISBN 0-7134-7920-5
- The Queen's Gambit Accepted (1999), Batsford, ISBN 0-7134-8467-5
- The Genius of Paul Morphy (1997)
- Improve your Opening Play (2000)
- Winning With the Sicilian Dragon 2 (2001)
- Starting Out: The Nimzo-Indian (2002)
- It's Your Move: Improvers (2002)
- Unusual Queen's Gambit Declined (2002)
- Winning with the Dragon (2003)
- It's Your Move: Tough Puzzles (2004)
- Starting Out: Rook Endgames (2004), Everyman Chess, ISBN 1-85744-374-8
- The Controversial Samisch King's Indian (2004), Batsford, ISBN 978-0-7134-8872-2
- Play the Queen's Gambit (2006)
- Starting Out: Chess Tactics and Checkmates (2006)

## Schaakverenigingen
In de jaren 90 van de vorige eeuw speelde Christopher Ward in Engeland voor de schaakvereniging Invicta Knights Maidstone. Met Wood Green won hij de Four Nations Chess League in de seizoenen 2002/03, 2004/05 en 2005/06. In seizoen 2010/11 won hij de Four Nations Chess League met Pride and Prejudice.

In de Duitse bondscompetitie speelde hij in 1996/97 voor PSV/BSV Wuppertal. In Frankrijk speelde hij in de seizoenen 2001/02 en 2002/03 voor Club de Vandœuvre-Echecs.